# Versus the World (album)
Versus The World è il quarto album del gruppo melodic death metal svedese Amon Amarth, pubblicato nel 2002 dalla Metal Blade.
Nella versione speciale, chiamata "Viking Edition", è incluso un disco bonus con le tracce dell'EP Sorrow Throughout The Nine Worlds, dei due demo The Arrival of the Fimbul Winter e Thor Arise (mai pubblicato) più una versione in tedesco di Victory March.
L'album si caratterizza per un approccio più heavy e lento, al contrario di quello ispirato alla velocità dei precedenti lavori; a proposito di questo cambiamento, il frontman Johan Hegg dichiarò:
(Johan Hegg)

## Tracce
1. Death In Fire - 4:54
2. For The Stabwounds In Our Backs - 4:56
3. Where Silent Gods Stand Guard - 5:47
4. Versus The World - 5:22
5. Across The Rainbow Bridge - 4:51
6. Down The Slopes Of Death - 4:08
7. Thousand Years Of Oppression - 5:41
8. Bloodshed - 5:14
9. ...And Soon The World Will Cease To Be - 6:59

### Disco bonus (Viking Edition)
1. Siegreicher Marsch [Victorious March] – 7:54

#### Sorrow Throughout the Nine Worlds
1. Sorrow Throughout the Nine Worlds - 3:52
2. The Arrival of the Fimbul Winter - 4:26
3. Burning Creation - 4:58
4. The Mighty Doors of the Speargod's Hall - 5:42
5. Under the Greyclouded Winter Sky - 5:35

#### The Arrival of the Fimbul Winter
1. Burning Creation (demo) - 4:48
2. Arrival of the Fimbul Winter (demo) - 4:38
3. Without Fear (demo) - 4:42

#### Thor Arise
1. Risen From the Sea - 5:43
2. Atrocious Humanity - 5:54
3. Army of Darkness - 5:26
4. Thor Arise - 6:30
5. Sabbath Bloody Sabbath (cover dei Black Sabbath) - 4:22

## Formazione
- Johan Hegg - voce
- Ted Lundstrom - basso
- Johan Soderberg - chitarra
- Fredrik Andersson - batteria
- Olavi Mikkonen - chitarra